# Katwa (Indien)
Katwa (Bengalisch: কাটোয়া) ist eine Stadt im Distrikt Bardhaman im indischen Bundesstaat Westbengalen mit knapp 90.000 Einwohnern.

## Lage
Katwa liegt ca. 165 km (Fahrtstrecke) nördlich von Kalkutta auf dem Westufer des Flusses Bhagirathi südlich der Einmündung des Ajay in einer durchschnittlichen Höhe von ca. 21 m ü. d. M. Nahegelegene Städte sind Nabadwip (ca. 40 km südöstlich) und Mayapur (ca. 65 km südöstlich).

## Bevölkerung
Offizielle Bevölkerungsstatistiken werden erst seit 1991 geführt und veröffentlicht.
| Jahr      | 1991   | 2001   | 2011   |
| Einwohner | 55.541 | 71.589 | 81.615 |

Die mehrheitlich Bengali und Hindi sprechende Bevölkerung besteht zu knapp 82 % aus Hindus, zu ca. 17,5 % aus Moslems; Jains, Sikhs, Buddhisten und Christen bilden zahlenmäßig kleine Minderheiten. Wie bei Volkszählungen im Norden Indiens üblich, liegt der männliche Bevölkerungsanteil ca. 3 % über dem weiblichen.

## Wirtschaft
Zu den hauptsächlichen Anbauprodukten der Umgebung gehören neben Reis, Jute und Zuckerrohr auch Mangos; auch die Viehzucht (Rinder, Geflügel) spielt eine immer wichtiger werdende Rolle. Die Stadt ist Sitz zahlreicher Verwaltungs- und Bildungseinrichtungen sowie von Hospitälern, Banken etc.

## Geschichte
Jahrhundertelang war Katwa nicht mehr als ein größeres Dorf. In den 40er Jahren des 18. Jahrhunderts wurde die Gegend wiederholt von den Bargis (Splittergruppen der Marathen) überfallen; daraufhin erwählte Murshid Quli Khan, der erste Nawab von Bengalen, den Ort als Platz für ein mächtiges Fort. Unter den Briten und vor allem nach der Unabhängigkeit und Teilung Indiens (1947) entwickelte sich der strategisch günstig gelegene Ort zu einem Handelszentrum und Verkehrsknotenpunkt.

## Sehenswürdigkeiten
Mehrere Tempel zeugen von der Bedeutung der Stadt für die Anhänger Vishnus bzw. Krishnas. Katwa gilt als der Ort, an dem Chaitanya Mahaprabhu, der Begründer der Gaudiya-Vaishnava-Lehre, im frühen 16. Jahrhundert von Sri Ishwarpuri grundlegende Kenntnisse dieser Glaubenslehre erhielt, aus welcher letztlich die Internationale Gesellschaft für Krishna-Bewusstsein (ISKCON) hervorging.